# SCP 06F6
SCP 06F6 – niezidentyfikowany obiekt astronomiczny, odkryty w lutym 2006 przez Kosmiczny Teleskop Hubble’a. Obiekt znajduje, lub znajdował się, w gwiazdozbiorze Wolarza, w pobliżu gromady CL 1432.5+3332.8. Nieznana jest odległość, w jakiej znajduje się czy znajdował się ten obiekt. Nie wiadomo, do jakiego typu należy czy należał, nie przypomina żadnego znanego kwazara, jego widmo nie odpowiada żadnym znanym widmom supernowych ani żadnego innego obiektu z katalogu Sloan Digital Sky Survey.
Obiekt pojawił się nagle w pustej wcześniej części nieba, w której nie widać żadnej galaktyki. Powoli, w ciągu 100 dni, osiągnął maksymalną widomą wielkość gwiazdową 21m, po czym wygasł w podobnym przedziale czasowym. W 2006 w rejonie, w którym pojawił się tajemniczy obiekt, wykryto poświatę rentgenowską o dwa rzędy jaśniejszą od tej pozostawianej przez supernowe. Według analizy przeprowadzonej w 2009 jasność absolutna obiektu osiągnęła -23,5m, co czyni go jednym z najjaśniejszych znanych obiektów we Wszechświecie.
Według astronomów jest to najprawdopodobniej nowy, nieznany wcześniej typ ciała niebieskiego.

## Dane obserwacyjne
Obiekt po raz pierwszy zauważono 21 lutego 2006 w ramach programu Supernova Cosmology Project (z czego wywodzi się nazwa obiektu SCP). Pojawił się w miejscu, w którym jeszcze 29 stycznia nic nie było. Początkowo sądzono, że może to być supernowa, ale obiekt osiągnął maksymalną jasność dopiero po około 100 dniach, a normalnym supernowym zabiera to zazwyczaj około 20 dni. Bardzo nietypowa była także symetryczna krzywa blasku SCP 06F6. Supernowe mają je bardzo asymetryczne – gwałtownie jaśnieją i powoli gasną, natomiast krzywa SCP 06F6 była bardzo symetryczna i przypomina wykres rozkładu normalnego.
Nie zmieniał się także kolor obiektu – normalnie w wyniku eksplozji następuje zmiana temperatury i zarazem koloru obserwowanego obiektu.
Widmo spektroskopowe obiektu nie odpowiadało żadnym innym znanym ciałom niebieskim. Jedyną częścią widma, która była podobna do widma obserwowanego wcześniej obiektu, była bardzo silna linia przy 5360 Å, podobna do tej, którą zaobserwowano w przypadku tajemniczej supernowej SN 1993J.
Ustalono, że obiekt nie znajduje się bliżej niż 130 lat świetlnych, jako że nie zaobserwowano efektu paralaksy, ale nieznana pozostaje nawet jego przybliżona odległość od Ziemi. Odległość ocenia się zazwyczaj na podstawie przesunięcia ku czerwieni linii widmowych obserwowanego obiektu, ale w przypadku SCP 06F6 dane obserwacyjne prowadziły do sprzecznych wyników. Jeżeli przesunięcie wynosi 0,54 (zakładając, że najwyraźniejszą częścią spektrum są linie absorpcyjne wapnia), to obiekt byłby oddalony o około 5,5 miliarda lat świetlnych, ale SCP 06F6 był przynajmniej o jeden rząd wielkości jaśniejszy od supernowej typu 1A, znajdującej się w podobnej odległości. Nie była widoczna także galaktyka, w której musiałaby się taka gwiazda znajdować.

## Hipotezy dotyczące SCP 06F6
Jedną z hipotez, wyjaśniających wygląd i zachowanie SCP 06F6, był pomysł Stefana Immlera z Centrum Lotów Kosmicznych imienia Roberta H. Goddarda, według którego obiekt ten znajdowałby się dużo dalej niż 5,5 miliarda lat świetlnych. Przy założeniu przesunięcia ku czerwieni wynoszącego 4, co oznaczałoby odległość od Ziemi ok. 12 miliardów lat świetlnych, efekty relatywistyczne przedłużyłyby obserwowany z Ziemi moment wybuchu supernowej z 20 do 100 dni. Takie założenie oznacza, że obserwowany wybuch nastąpił zaledwie 1,5 miliarda lat po Wielkim Wybuchu. Według Kyle’a Barbary’ego z University of California, ta hipoteza pomija jednak fakt, że tak odległy obiekt musiałby mieć w swoim widmie linie absorpcyjne wodoru, znajdującego się w przestrzeni kosmicznej. Zdaniem Kyle’a obiekt znajduje się najwyżej 11 miliardów lat świetlnych od Ziemi, a w tym przypadku efekty relatywistyczne „rozciągnęłyby” obserwowany wybuch tylko do 70 dni.
Inne wysunięte na ten temat teorie sugerują, że obserwowane wydarzenie mogło być:
- białym karłem znajdującym się w naszej galaktyce. Gwiazdy tego typu stają się czasami chwilowo jaśniejsze, np. „kradnąc” materię z innej pobliskiej gwiazdy, ale według Barbary’ego tego typu zdarzenie miałoby zupełnie inne widmo.
- zapadającą się i eksplodującą gwiazdą o dużej zawartości węgla,
- kolizją pomiędzy białym karłem a planetoidą,
- kolizją pomiędzy białym karłem a czarną dziurą.

Pomimo wielu opublikowanych hipotez żaden z modeli nie wyjaśnia do końca wszystkich danych obserwacyjnych i prawdziwa natura tego wydarzenia pozostaje na razie nieznana.
Spekuluje się także, że mógł to być wybuch nowej, nieznanej wcześniej supernowej typu hydrogen-poor super-luminous supernova lub pair instability supernova.